# Geordi La Forge
Geordi La Forge is een personage uit de televisieserie Star Trek: The Next Generation. La Forge werd gespeeld door LeVar Burton.

## Geordi La Forge
Geordi La Forge werd geboren in 2335. Zijn moeder was Silva La Forge, kapitein van de USS Hera, zijn vader was een exobioloog. La Forge werd blind geboren, maar dankzij z'n VISOR kan hij meer zien dan wie dan ook. In 2357 studeerde hij af aan Starfleet Academie, waarna hij shuttlepiloot op de Jupiter-Saturnus route werd. Hij ontmoette zijn latere kapitein Jean-Luc Picard voor het eerst tijdens een inspectievlucht, die Picard met La Forge als piloot maakte. Na enkele jaren op de USS Victory NCC-9754 onder commando van kapitein Zimbata, kwam La Forge in 2364 aan boord van de USS Enterprise NCC-1701D als piloot. Eén jaar later werd hij gepromoveerd tot hoofdwerktuigkundige (chief engineer).

## VISOR
VISOR, Engels voor vizier, is een acroniem voor Visual Instrument and Sensory Organ Replacement. Het is een bio-elektronisch instrument waarmee La Forge niet alleen visueel licht kan zien, maar vrijwel het gehele elektromagnetische spectrum, van gammastraling tot radiogolven.